# Saitama prefektur
Saitama prefektur (埼玉県; Saitama-ken) är en prefektur på ön Honshu, Japan, och är en del av Kanto-området. Residensstaden heter Saitama.

## Administrativ indelning
Prefekturen var år 2016 indelad i 40 städer (-shi) och 23 kommuner (-machi eller -mura).
De 23 kommunerna grupperas i åtta distrikt (-gun). Distrikten har ingen egentlig administrativ funktion utan fungerar i huvudsak som postadressområden. 
En stad, Saitama, har status som signifikant stad (seirei shitei toshi). 
Misato är namnet dels på en stad i den södra delen av Saitama, dels på en landskommun (köping) i den norra delen av Saitama. 
Städer:
- Ageo, Asaka, Chichibu, Fujimi, Fujimino, Fukaya, Gyōda, Hannō, Hanyū, Hasuda, Hidaka, Higashimatsuyama, Honjō, Iruma, Kasukabe, Kawagoe, Kawaguchi, Kazo, Kitamoto, Kōnosu, Koshigaya, Kuki, Kumagaya, Misato, Niiza, Okegawa, Saitama, Sakado, Satte, Sayama, Shiki, Shiraoka, Sōka, Toda, Tokorozawa, Tsurugashima, Wakō, Warabi, Yashio, Yoshikawa

Distrikt och kommuner:
| - Chichibu distrikt - Higashichichibu - Minano - Nagatoro - Ogano - Yokoze | - Hiki distrikt - Hatoyama - Kawajima - Namegawa - Ogawa - Ranzan - Tokigawa - Yoshimi | - Iruma distrikt - Miyoshi - Moroyama - Ogose - Kita-Adachi distrikt - Ina - Kita-Katsushika distrikt - Matsubushi - Sugito | - Kodama distrikt - Kamikawa - Kamisato - Misato - Minami-Saitama distrikt - Miyashiro - Osato distrikt - Yorii |

## Kända personer
- Saori Kimura, volleybollspelare